# Rustavi

Rustavi (რუსთავი în georgiană) este un oraș în provincia Kvemo Kartlii, Georgia, cu o populație de 116.348 de locuitori (2002).

## Istorie
Orașul a fost fondat mai recent decât alte orașe importante a Georgiei - în anul 1948.

## Geografie
Orașul este situat 25 km de la Tbilisi, capitala Georgiei, în direcție sud-estică, pe râul Kura.